# Johanna Schopenhauer

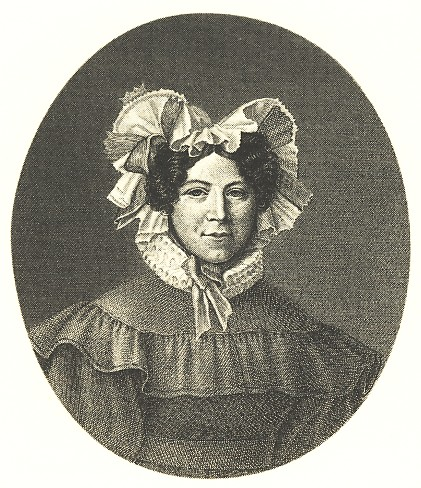
Johanna Schopenhauer um 1800

Johanna Henriette Schopenhauer (* 9. Juli 1766 in Danzig; † 16. April 1838 in Jena) war eine deutsche Schriftstellerin und Salonnière. Sie war die Mutter des Philosophen Arthur Schopenhauer und der Schriftstellerin Adele Schopenhauer.

## Leben

### Danzig
Elternhaus und Jugendjahre

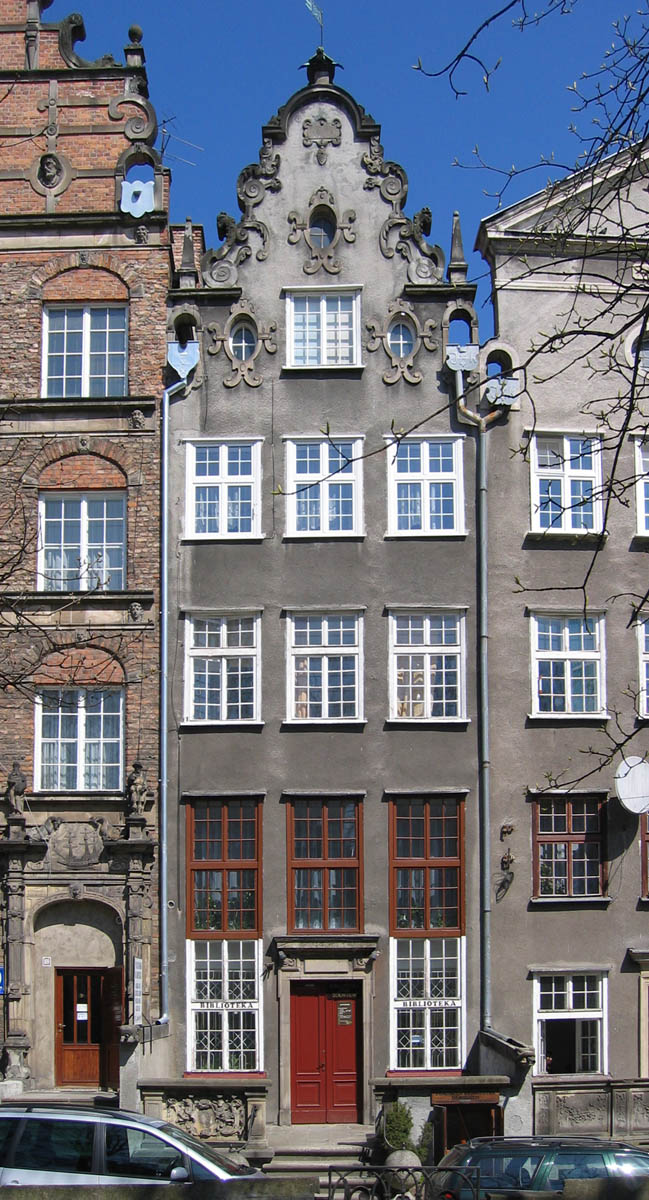
Geburtshaus Johanna Schopenhauers, Rekonstruktion

Der Vater Christian Heinrich Trosiener war Kaufmann und Ratsherr in Danzig, die Mutter Elisabeth war eine Tochter des Apothekers Lehmann.
Johanna wurde 1766 als deren älteste Tochter in der Heilige-Geist-Gasse 81 (heute ul. Św. Ducha 111) geboren. Von ihrem Geburtshaus besteht ein rekonstruierter Nachbau.
Seit 1769 besuchte die Dreijährige die Mädchenschule (École des jeunes dames) von Marie Henriette Chodowiecki, der Mutter des Kupferstechers Daniel Chodowiecki. Anfangs auch, „um Stillesitzen“ zu lernen. Mit sechs Jahren erhielt sie Unterricht der englischen Sprache, was für ein Mädchen in dieser Zeit so ungewöhnlich war, dass sie häufig darauf angesprochen wurde. Ab 1773 erhielt sie dann auch Privatunterricht durch den Theologen Kuschel. Der Prediger Richard Jameson der englischen Kirche wurde ihr Mentor und Vertrauter.
1777 äußerte sie als Zehnjährige den Wunsch, zu Daniel Chodowiecki nach Berlin zu gehen und das Malen zu lernen, was der Vater ablehnte.  1780 verkehrte sie in der russischen Residenz in Danzig und erhielt dort Malunterricht durch die Frau des Gouverneurs.
Heirat und Geburt von Sohn Arthur
Mit 18 Jahren heiratete Johanna am 16. Mai 1785 in Danzig den 37-jährigen Großkaufmann Heinrich Floris Schopenhauer in der kleinen Kirche Aller Gottes Engel. Die Ehe war von ihr nicht gewollt und wurde auf Wunsch der Eltern und des Ehemanns geschlossen. Es handelte sich um eine damals durchaus übliche Konvenienzehe. Sie bedeutete für Johanna einen sozial hochstehenden Stand und bot ihr die Möglichkeit einer guten kulturellen Bildung. Die Ehe verlief für beide nicht zufriedenstellend, wie sie in ihren literarischen Schriften später immer wieder thematisierte.
1787 unternahmen beide eine ausgedehnte Reise durch Westeuropa, nach Bad Pyrmont, Frankreich und England. Dort sollte Johanna nach dem Wunsch des Ehemanns ihr Kind gebären, damit es Bürger dieses freien Landes werden sollte.
Der Sohn Arthur wurde dann aber doch am 22. Februar 1788 in Danzig geboren.
1793 verließ die Familie die Freie Stadt Danzig, als deren Besetzung durch preußische Truppen im Rahmen der zweiten Teilung Polens unmittelbar bevorstand, da Heinrich Floris als republikanisch gesinnter Liberaler die preußische Herrschaft ablehnte.

### Hamburg

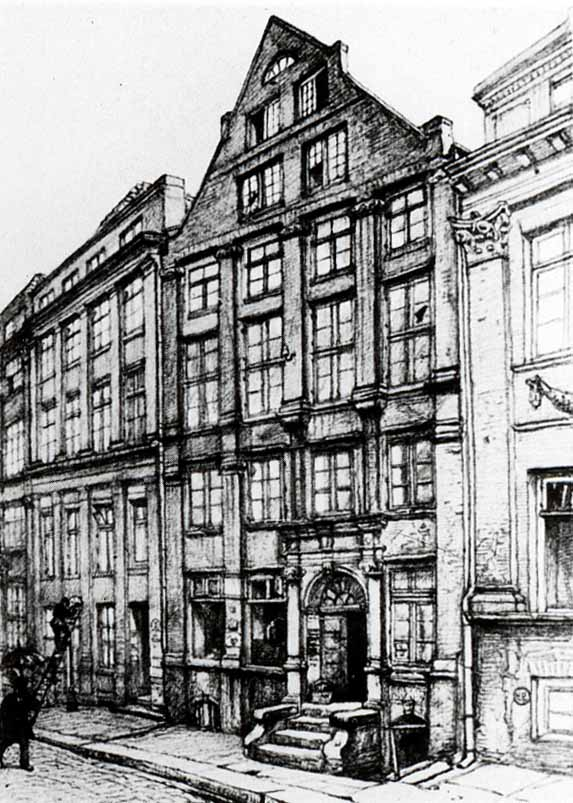
Neuer Wandrahm, gegenüberliegende Straßenseite

Die Familie zog nach Hamburg, zunächst in die Altstadt (Neuer Weg 76), dann 1796 in eine Gegend von Kaufleuten und Bankiers im Neuen Wandrahm 92. Dort wurde 1797 die Tochter Adele geboren.
In seinen letzten Lebensjahren litt ihr Mann an Depressionen, Gereiztheit und geistiger Verwirrung. Am 20. April 1805 stürzte er aus dem Fenster eines Speichers und starb, wahrscheinlich durch Suizid. Der Sohn Arthur machte der Mutter später Vorwürfe, sie sei an dessen Tod mitschuldig gewesen.
Die junge Witwe verkaufte das Haus und mietete mit ihren Kindern eine Wohnung in Kohlhöfen 29, von wo sie eine Übersiedlung nach Weimar vorbereitete.
Sie hatte, wie jedes ihrer beiden Kinder, ein Drittel seines Vermögens geerbt, und erlangte dadurch finanzielle Unabhängigkeit.

### Die Weimarer Jahre

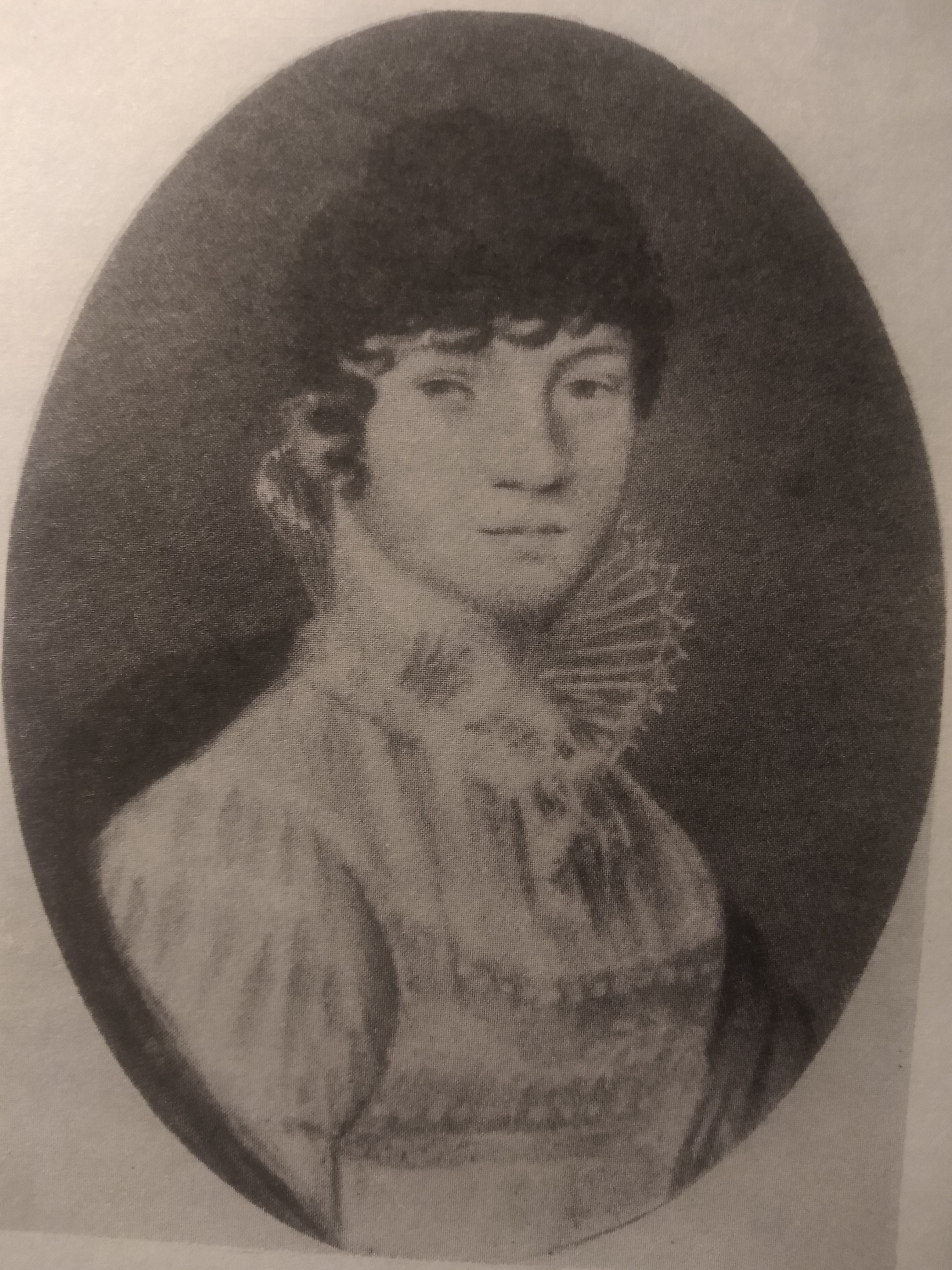
Johanna Schopenhauer (geb. Trosiener) als Mädchen

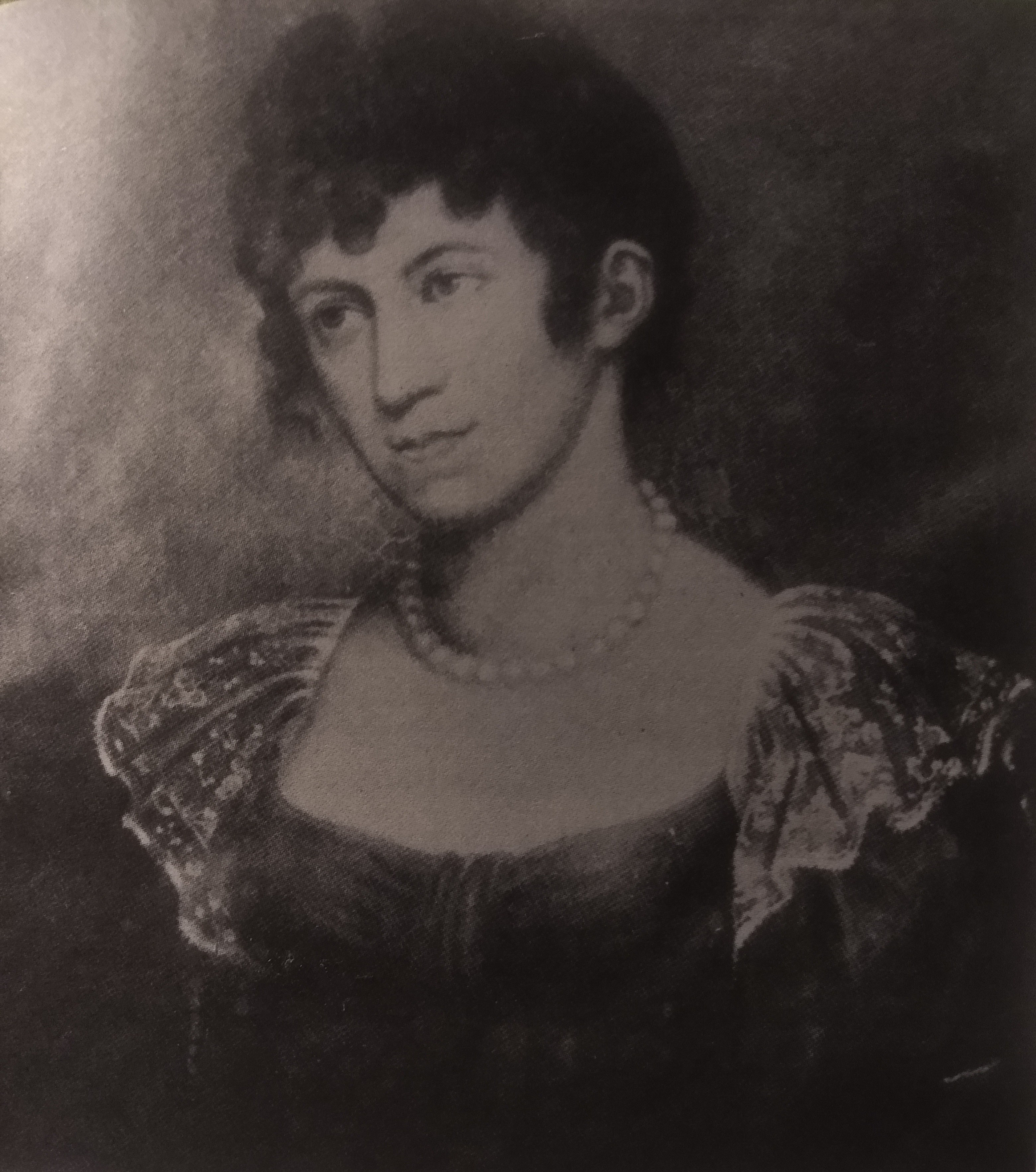
Johanna Schopenhauer. Ölgemälde von Gerhard Kügelgen, 1817

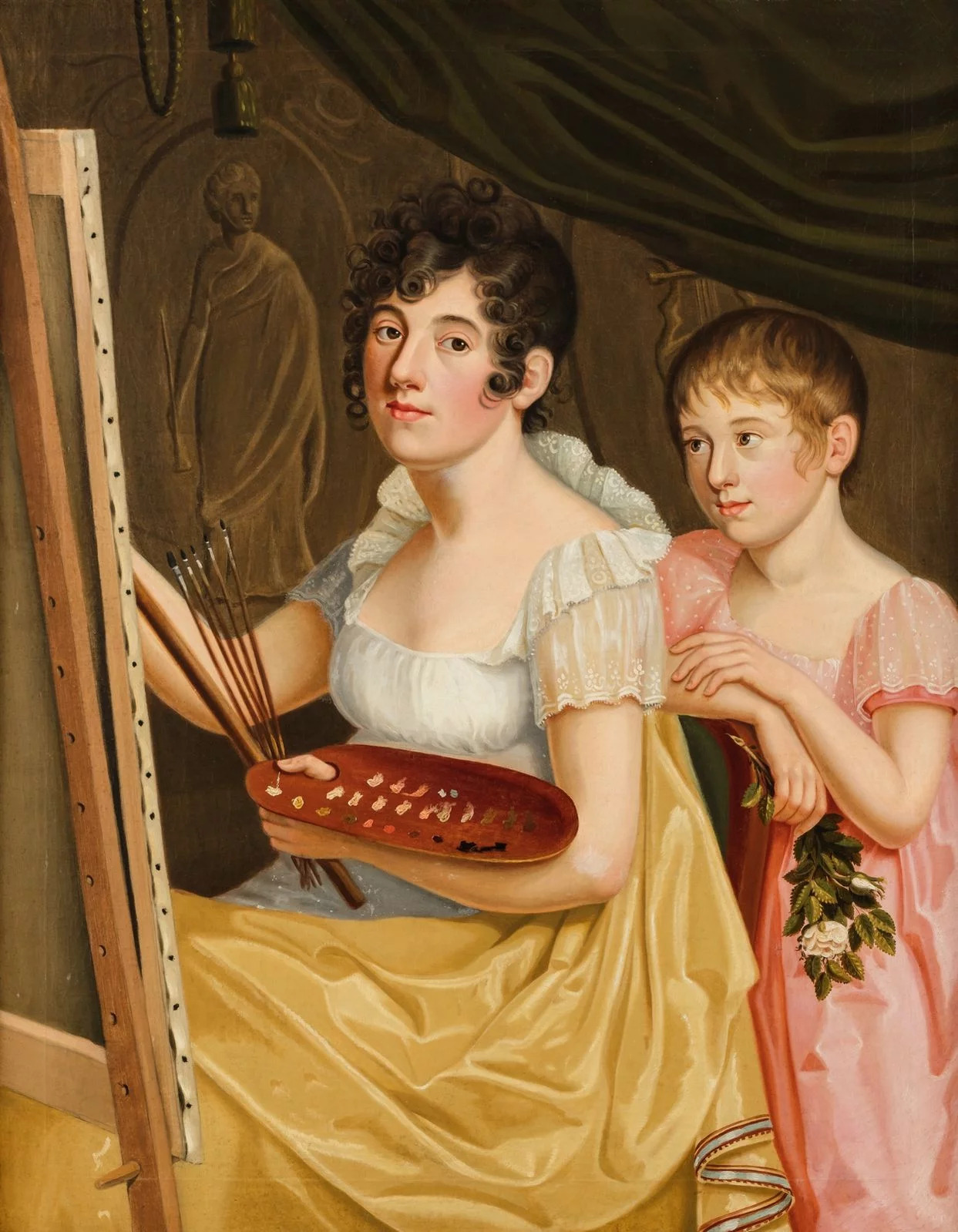
Johanna Schopenhauer mit ihrer Tochter Adele, 1806, gemalt von Caroline Bardua

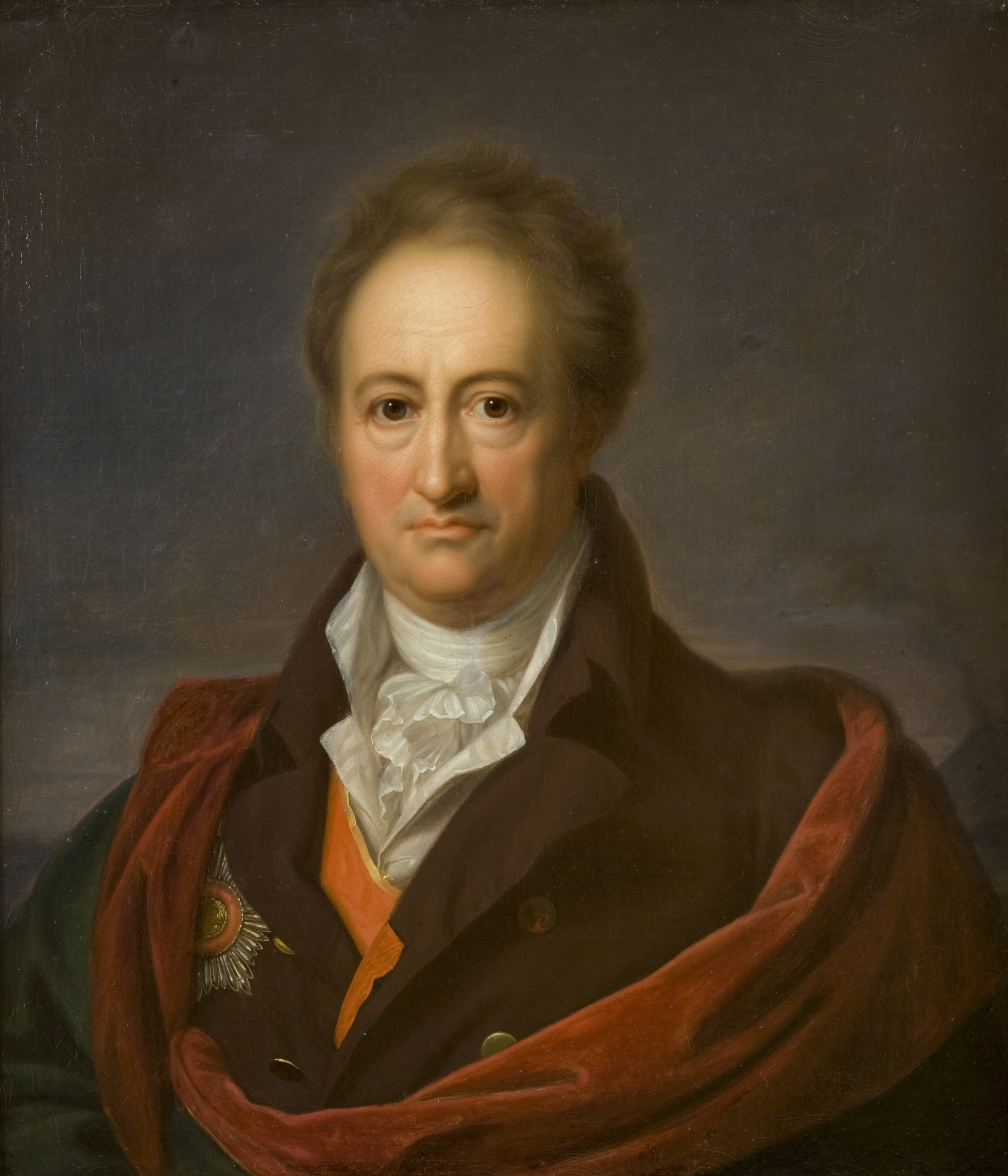
Johann Wolfgang von Goethe, um 1808/1809 gemalt von Gerhard von Kügelgen

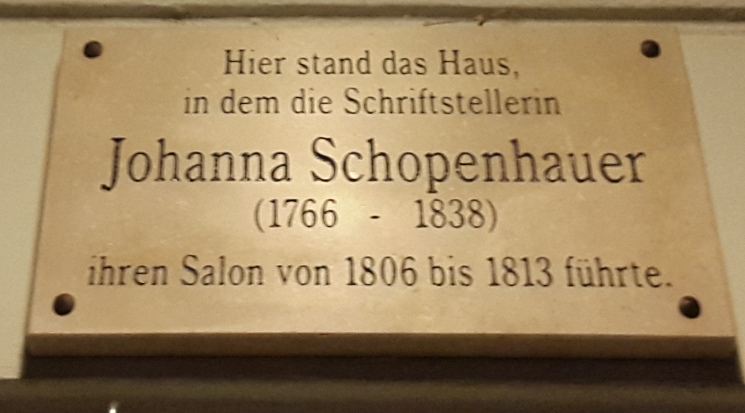
Gedenktafel für den Literarischen Salon Johanna Schopenhauers (Schillerstraße 10)

Im Alter von 39 Jahren zog sie 1806 mit ihrer 1797 geborenen Tochter Adele nach Weimar. Sie kamen nicht zum günstigsten Zeitpunkt, denn napoleonische Truppen drangen auf ihrem Weg zur preußischen Hauptstadt Berlin in das kleine Herzogtum ein, wo sie jedoch vorerst steckenblieben, bis es dann im Oktober in der Schlacht bei Jena und Auerstedt zur Konfrontation mit Preußen kam. Das Herzogtum Sachsen-Weimar-Eisenach war mit Preußen und Russland gegen Napoleon verbündet. Bekanntlich verlor Preußen diese Schlacht, sodass für Weimar eine schwierige Zeit anbrach. Johanna unterstützte tatkräftig die Weimarer, die unter französischen Zwangseinquartierungen zu leiden hatten, und half ihnen bei der Versorgung der Verwundeten. Dies verschaffte ihr in Weimar einen guten Ruf, sodass Johann Wolfgang von Goethe später sagte, die Ereignisse in Weimar zur Zeit der Schlacht bei Jena und Auerstedt seien ihre Feuertaufe gewesen.
In der folgenden Zeit begann Johanna ihre wöchentlichen Teegesellschaften in ihrer Wohnung, die rasch zu einem der Mittelpunkte des kulturellen Lebens wurden. Goethe war hier regelmäßiger Gast und es entstand ein so enger Kontakt zwischen ihm und den Schopenhauers, so dass Tochter Adele Goethe zeitlebens „Vater“ nannte.
Überhaupt spielte Johanna für Goethe eine wichtige Rolle bei der Einführung von Christiane Vulpius, Goethes langjähriger Geliebten und Mutter seines Sohnes August, in die Weimarer Gesellschaft. Goethe hatte Christiane im Oktober des Jahres 1806 zur Zeit der französischen Besatzung geheiratet. Johanna war die erste Frau aus der gehobenen Schicht, die für Christiane die Türen zu ihren Teegesellschaften öffnete. Durch Johanna wurde der bis dahin bestehende gesellschaftliche Bann gebrochen, wofür Goethe ihr sehr dankbar war. Johanna Schopenhauer schreibt am 24. Oktober 1806 aus Weimar an ihren Sohn Arthur:

„Goethe hat sich am Sonntag mit seiner alten geliebten Vulpius, der Mutter seines Sohnes, trauen lassen… Ich empfing sie, als ob ich nicht wüsste, wer sie vorher gewesen ist. Ich denke, wenn Goethe ihr seinen Namen gibt, können wir ihr wohl eine Tasse Tee geben. Ich sah deutlich wie sehr mein Benehmen ihn freute. Es waren noch einige Damen bei mir, die erst formell und steif waren und hernach meinem Beispiel folgten… Sie war in der Tat sehr verlegen, aber ich half ihr bald durch. In meiner Lage und bei dem Ansehen und der Liebe, die ich mir hier in kurzer Zeit erworben habe, kann ich ihr das gesellschaftliche Leben sehr erleichtern. Goethe wünscht es und hat Vertrauen zu mir, und ich werde es gewiß verdienen. Morgen will ich meine Gegenvisite machen.“

Abfällige Äußerungen der Damenwelt über Christiane Vulpius belegen deren Dünkel und machen Goethes Dankbarkeit gegenüber Johanna verständlich: Charlotte von Schiller bezeichnete beispielsweise Vulpius als „ein rundes Nichts“ und Bettina von Arnim nannte Vulpius später einmal „eine Blutwurst, die toll geworden ist“. Goethe brach daraufhin den Kontakt zu Bettina von Arnim und ihrem Mann ab und schrieb später „Ich bin sehr froh, daß ich die Tollhäusler los bin.“
Ein enger Vertrauter von Johanna Schopenhauer wurde in den ersten Jahren in Weimar der Ästhetiker und Kunstgelehrte Carl Ludwig Fernow, ein Kenner der italienischen Kunst und Literatur, der fast zehn Jahre in Rom gelebt hatte und durch Goethes Einwirken 1802 Professor für Ästhetik in Jena geworden war. Im Jahr 1804 wurde er dann Bibliothekar der Herzogin Anna Amalia in Weimar. Fernow war mit seinen Kunst- und Literaturkenntnissen der ideale Gesprächspartner für Johanna. Jedoch wurde Fernow schon bald krank, Johanna nahm ihn 1807 zur Pflege in ihr Haus auf, wo er im Dezember 1808 starb. Nach dem Tod Fernows befreundete Johanna sich mit einem Freund Fernows, dem Maler Gerhard von Kügelgen (1772–1820). Sie verfasste in der darauffolgenden Zeit eine Lebensbeschreibung von Carl Ludwig Fernow, die 1810 erschien. Ursprünglich nur dazu gedacht, die Schulden Fernows zu begleichen, wurde Johanna durch den Erfolg des Buches ermutigt, ihre Schreibtätigkeit fortzusetzen. Folgten zunächst hauptsächlich Reisebeschreibungen, sollte sich nach 1819 der Schwerpunkt auf Romane und Schriften über kunsthistorische Themen verschieben. Johanna Schopenhauers schriftstellerische Popularität war nach neun Jahren bereits so groß, dass ihr Sohn Arthur in seinem Lebenslauf, den er Ende 1819 bei der Berliner Universität einreichte, zu seiner Mutter lediglich kurz bemerkte, dass diese ja durch ihre Schriften inzwischen „sattsam bekannt“ sei.
1810 (spätestens) freundete sich Johanna Schopenhauer mit dem noch recht jungen Regierungsrat Georg Friedrich Müller (* 1778) an, der 1813 zunächst in das Wohnhaus, dann in die Wohnung von Johanna einzog. Ihr Sohn Arthur war mit dieser Beziehung überhaupt nicht einverstanden, sodass es zum Konflikt zwischen Mutter und Sohn kam. Im Mai 1814 forderte Arthur schließlich, dass Johanna auf den Hausfreund verzichten solle, wozu diese jedoch nicht bereit war. Es kam zum Bruch zwischen Mutter und Sohn, Arthur zog nach Dresden, wo er die nächsten Jahre damit zubrachte, sein Hauptwerk Die Welt als Wille und Vorstellung zu verfassen. Johanna blieb mit ihrer Tochter Adele und ihrem Hausfreund zurück in Weimar. Nach diesem Zerwürfnis sollten sich Johanna und Arthur nie wieder persönlich begegnen.
1818 unternahm Johanna mit der Tochter Adele und Hausfreund Gerstenbergk eine Reise in die Schweiz. 1819 geriet das Handelshaus Abraham Ludwig Muhl & Co., bei dem sie ihr ganzes Vermögen angelegt hatte, in Zahlungsschwierigkeiten. Beim anschließenden Vergleich verloren Mutter und Tochter Schopenhauer den größten Teil ihres Vermögens. Sohn Arthur, der sich vorher den Anteil am väterlichen Erbe hatte auszahlen lassen und nur ein Drittel seines Vermögens bei Muhl zurückgelassen hatte, bot ihr finanzielle Unterstützung an, die sie jedoch ablehnte. Ob sie ihrem Sohn nicht auf der Tasche liegen wollte oder ob ihr dabei ihr Stolz im Wege stand, bleibt dahingestellt. Das Testament von Johanna Schopenhauer aus dem Jahr 1830 belegt jedenfalls die schlechte finanzielle Situation in den Jahren nach 1819, die durch den Vermögensverlust entstanden war. Ihre Schriftstellerei wurde zu einer wichtigen Einkommensquelle. Sie veröffentlichte ein umfangreiches Werk aus Reiseerzählungen, Romanen und Novellen. Zu ihren häufigen Gästen gehörte um 1828 auch der Schriftsteller Karl von Holtei. Mit den gleichzeitig lebenden Schriftstellerinnen Sophie von La Roche, Sophie Mereau, Karoline Auguste Fischer gehörte sie zu den ersten bekannten Autorinnen, die mit dem Schreiben ihren Lebensunterhalt verdienten. Allerdings reichte das Geld wohl nur zu einem vergleichsweise bescheidenen Lebensstil, wie aus einem Brief Adeles an Bruder Arthur im Jahre 1836 hervorgeht. Es fällt unter anderem das Wort „Scheinwohlhabenheit“.

### Bonn und Jena

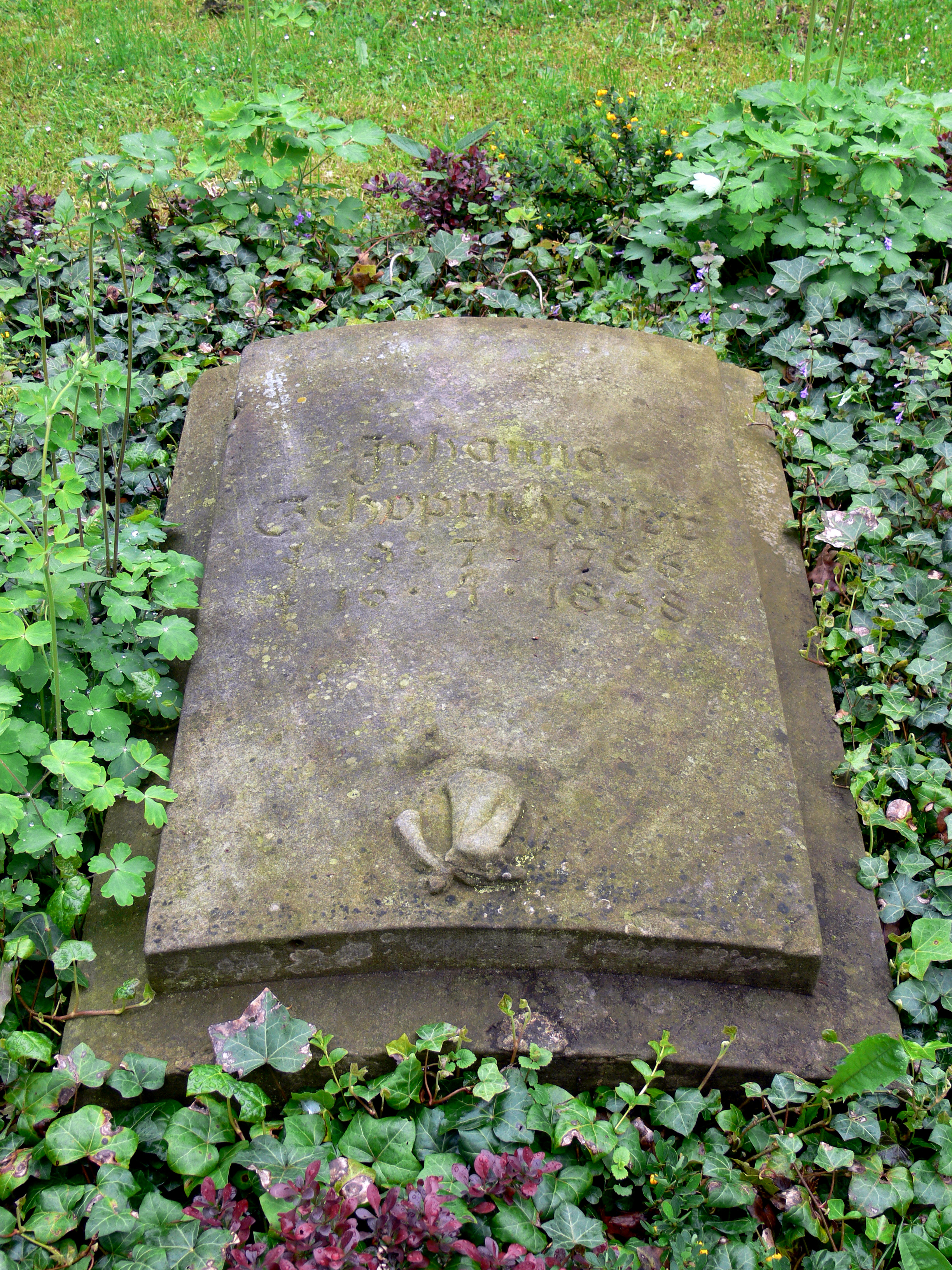
Johanna Schopenhauers Grab auf dem Johannisfriedhof in Jena

Da die Verhältnisse in Weimar, wie aus einem Brief Adeles hervorgeht, für die Schopenhauers immer ungünstiger wurden, willigte Johanna auf das Drängen ihrer Tochter hin ein, nach Bonn umzuziehen. Das Vorhaben gelang zu Anfang nur ansatzweise. Wegen der hohen Mieten in Bonn zogen sie erst nach Unkel am Rhein, wo eine reiche Bonner Freundin Adeles ein Landhaus besaß, und verbrachten nur die Wintermonate in Bonn, bis sie 1832 ganzjährig dorthin übersiedelten. Johannas Gesundheit verschlechterte sich, worunter ihre schriftstellerische Tätigkeit litt und sich ihre finanzielle Situation weiter verschlechterte.
Im Jahre 1837 wurden ihre materiellen Verhältnisse so schwierig, dass sie sich in einem Brief an den Großherzog Karl Friedrich von Sachsen-Weimar wandte und ihm ihre Lage schilderte. Karl Friedrich und besonders seine Gemahlin, die russische Großfürstin Maria Pawlowna, waren bekannt für ihr Gönnertum, und so gewährte der Großherzog Johanna eine kleine Ehrenpension und lud sie ein, nach Jena zu kommen. Johanna Schopenhauer zog daraufhin noch 1837 mit Tochter Adele von Bonn nach Jena, wo sie im darauffolgenden Jahr 1838 verstarb. Sie wurde auf dem Johannisfriedhof in Jena beigesetzt.
Ihre Romane spiegeln sehr stark ihre Gefühle in ihrer vergangenen, von Tyrannei bestimmten Ehe wider. Die typische Johanna-Schopenhauer-Heldin verliert auf tragische Weise ihre wahre Liebe und findet sich dann aus nicht nachvollziehbaren Gründen mit einer unbefriedigenden Ehe ab, was schon die zeitgenössische Kritik bemängelte. Sie hat keine Kinder, da die Mutter-Kind-Beziehung für das große Thema ihres Werks keine Rolle spielt.

## Zitat
„Ich habe niemals von zweien Genies innerhalb einer Familie gehört!“

Johanna Schopenhauers Erwiderung auf Goethes Prophezeiung, ihr Sohn Arthur Schopenhauer werde einmal weltberühmt.

## Werk
- Carl Ludwig Fernow’s Leben. Tübingen 1810. (Digitalisat)
- Erinnerungen von einer Reise in den Jahren 1803, 1804 und 1805, 3 Bände. Rudolstadt 1813–1817.(Digitalisate)
- Novellen, fremd und eigen. Rudolstadt 1816.
- Reise durch England und Schottland. Leipzig 1818. 3. Aufl. 1826 (Digitalisate)
Reprint: Europäischer Hochschulverlag, Bremen 2009, ISBN 978-3-941482-47-0.
- Ausflucht an den Rhein und dessen nächste Umgebungen im Sommer des ersten friedlichen Jahres. Leipzig 1818 (online – Internet Archive).
- Gabriele. Ein Roman, 3 Bände. Leipzig 1819–1820.
- Johann van Eyck und seine Nachfolger, 2 Bände; Frankfurt am Main 1822 (Digitalisate).
- Die Tante. Ein Roman, 2 Bände. Frankfurt am Main 1823.
- Erzählungen, 8 Bände. Frankfurt am Main 1825–1828.
- Sidonia. Ein Roman, 3 Bände. Frankfurt am Main 1827–1828.
- Novellen, 2 Bände. Frankfurt am Main 1830.
- Ausflug an den Niederrhein, 2 Bände. Leipzig 1831.
- Sämmtliche Schriften, 24 Bände. Leipzig und Frankfurt am Main 1830/1831.
  - Bände 1, 2: Carl Ludwig Fernow’s Leben.
  - Band 3: Ausflucht an den Rhein
  - Bände 4, 5: Johann van Eyck und seine Nachfolger.
  - Band 6: Die vier Jahreszeiten
  - Bände 7–9: Gabriele.
  - Bände 10–12: Sidonia.
  - Bände 13, 14: Die Tante.
  - Bände 15, 16: Reise durch England und Schottland.
  - Bände 17, 18: Reise durch das südliche Frankreich.
  - Band 19: Josebeth; Die Brunnengäste; Der Blumenstrauß.
  - Band 20: Der Balkon; Haß und Liebe.
  - Band 21: Der Günstling; Die Reise nach Flandern; Die arme Margareth.
  - Band 22: Leontine und Natalie; Anton Solario, der Klempner.
  - Band 23: Claire; Der Schnee.
  - Band 24: Die Freunde; Meine Groß-Tante.
- Neue Novellen. Frankfurt am Main 1836.
- Die Reise nach Italien. Frankfurt am Main 1836.
- Richard Wood. 2 Bände. Leipzig 1837.
- Nachlass. 2 Bände, hrsg. von Adele Schopenhauer, Westermann, Braunschweig 1939 (online – Internet Archive); Reprint: Jugendleben & Wanderbilder. Europäischer Hochschulverlag, Bremen 2009 und ISBN 978-3-86741-180-6 und ISBN 978-3-86741-181-3.

### Briefeditionen
- Briefe an Karl von Holtei. Leipzig 1870. Digitalisat.
- Die Schopenhauers. Der Familien-Briefwechsel von Adele, Arthur, Heinrich Floris und Johanna Schopenhauer. Herausgegeben und eingeleitet von Ludger Lütkehaus. Zürich 1991. ISBN 3-251-20115-8.

### Aktuelle Ausgaben
- Ausflucht an den Rhein und dessen nächste Umgebung. Im Sommer des ersten friedlichen Jahres. Brockhaus, Leipzig 1830. Neuauflage: Belser, Stuttgart 1988; ISBN 3-628-44658-9.
- Die Tante. Ein Roman. Hofenberg, Berlin 2015, ISBN 978-3-8430-9742-0.
- Gabriele. Ein Roman in drei Theilen. Hofenberg, Berlin 2015, ISBN 978-3-8430-9740-6.
- Jugendleben und Wanderbilder.Hofenberg, Berlin 2015, ISBN 978-3-8430-9746-8.
- Reise nach England; hrsg. von Konrad Paul. Rütten & Loening, Berlin 1973.
- Reise durch England und Schottland. Vollständige Ausgabe beider Teile. Hofenberg, Berlin 2015, ISBN 978-3-8430-9769-7.
- Richard Wood. Roman. Hofenberg, Berlin 2015, ISBN 978-3-8430-9744-4.